# San Pawl Milqi
San Pawl Milqi (auch San Paolo Naufrago) in San Pawl il-Baħar ist die größte, jemals auf Malta entdeckte römische Villa. Der Überlieferung nach gehörte sie Publius von Malta, dem ersten Bischof der Insel, der Paulus von Tarsus im Jahr 60 n. Chr. nach seinem Schiffbruch begrüßte. Allerdings gibt es keine archäologischen Belege, die diese Hypothese stützen. Die einzigen Spuren christlicher Verehrung auf dem Gelände lassen sich ins 14. Jahrhundert datieren.

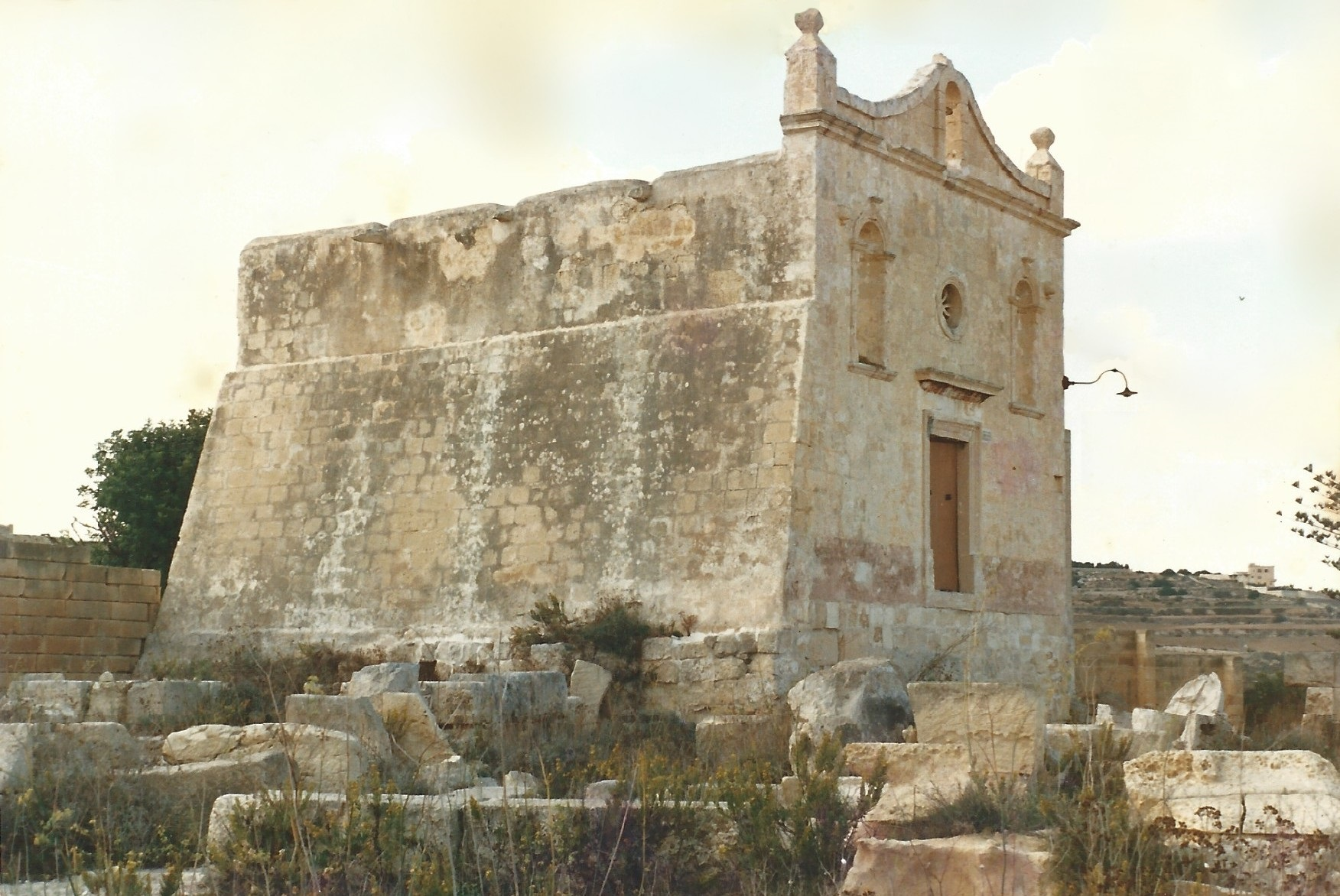
Kirche (1987)

Der Platz wurde bereits in prähistorischer Zeit genutzt. Einige Gräber wurden aus der maltesischen Bronzezeit in die Phasen von Żebbuġ und Borġ-in-Nadur datiert. Das erste Gebäude auf dem Gelände wurde vermutlich in der phönizisch-punischen Zeit erbaut und landwirtschaftlich genutzt. Aus dieser Phase sind einige Gebäude mit einer Bestattung und eine punische Inschrift erhalten.
In der Römerzeit machten die Lage des Ortes an den Hängen eines fruchtbaren Tals und die Nähe zum Hafen von Salina den Ort zu einem idealen Ort für die Herstellung von Olivenöl. Die Villa wurde vergrößert und der ursprüngliche Zentralhof in einen Produktionsbereich umgewandelt. Das Trapetum (eine rotierende Mühle, mit der die Samen von den Olivenfrüchten getrennt wurden), die Ankerpunkte und mindestens zwei Pressen sowie eine Reihe von Filtertanks zur Reinigung des Öls sind sichtbar.
Obwohl die Villa groß genug ist, um einem wohlhabenden Aristokraten zu gehören, enthält sie keine Wohngebiete von besonderer Bedeutung. Die vier Räume wurden als Wirtschaftsräume anerkannt und nur mit gestrichenem Gips und gewöhnlichen Cocciopesto-Böden dekoriert. Es gibt keine Hinweise auf Mosaikböden wie in maltesischen Häusern von Rabat.
Das Gelände wurde vermutlich zur Zeit der arabischen Herrschaft auf Malta (870–1091 n. Chr.) verkleinert und von einer Mauer umgeben. Die Mauer, die fortwährende Wasserversorgung und die Lage lassen darauf schließen, dass die Villa zur Kontrolle des nahe gelegenen Hafens Is-Salina verwendet wurde.
An einer Seite des Geländes wurde im 14. Jahrhundert eine Kirche errichtet, die jedoch nach etwa einem Jahrhundert nicht mehr genutzt wurde. 1616 wurde sie durch eine Kirche ersetzt, die dem Hl. Paulus gewidmet war. Die heute noch existierende Kirche ist eines der ältesten Zeugnisse, die mit der Tradition des Ortes verbunden sind.
Obwohl die Reste der Villa seit einiger Zeit bekannt waren, begannen die ersten wissenschaftlichen Untersuchungen erst 1963 durch die italienische archäologische Mission in Malta, die von Sabatino Moscati geleitet wurde. Die Ausgrabungen bei der Villa leitete Michelangelo Cagiano de Azevedo. Die Villa wird von Heritage Malta verwaltet und ist nicht zugänglich. Sie kann jedoch während des jährlichen Tages der offenen Tür besucht werden.